# المسيحية في إنجلترا الأنجلوسكسونية

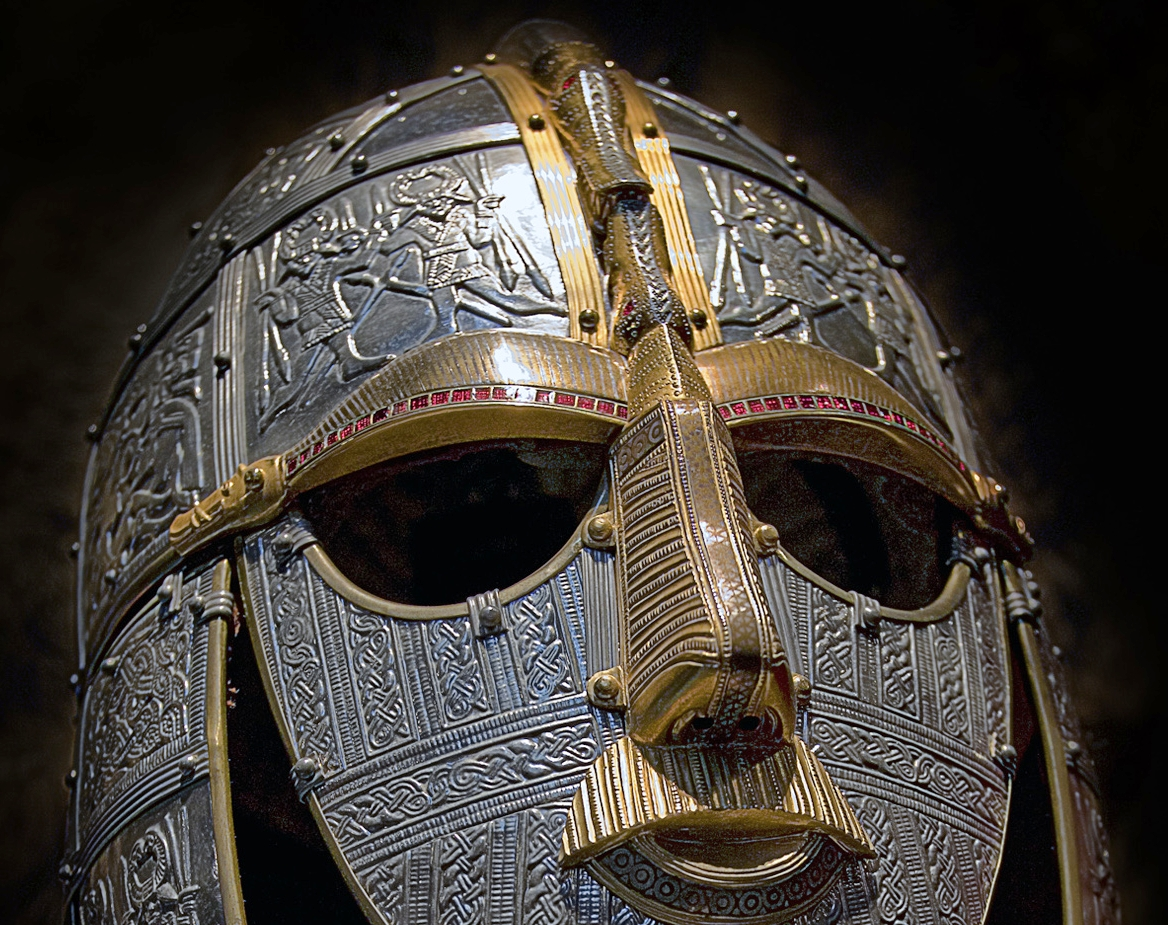
صورة توضيحية

في القرن السابع، اعتنق الأنجلوسكسونيون الوثنيون الدين المسيحي (بالإنجليزية القديمة: Crīstendōm)، وذلك بجهود من المبشرين المرسلين من روما. كان المبشرون الأيرلنديون من إيونا، الذين كانوا من أنصار المسيحية الكلتية، مؤثرين في اعتناق نورثمبريا للمسيحية، ولكن بعد سينود ويتبي (مؤتمر مسيحي) في عام 664، منحت الكنيسة الإنجليزية ولاءها للبابا.

## خلفية عامة
كانت المسيحية حاضرة في بريطانيا الرومانية منذ القرن الثالث على الأقل، وأُدخلت على يد التجار والمهاجرين وأعضاء الفيلق، رغم أن معظم هؤلاء كانوا على الأرجح من أنصار الميثرائية. لم ينفذ قسطنطيوس كلوروس أوامر ديوكلتيانوس الخاصة بالاضطهاد لعام 303 بصرامة. في عام 313، أصدر ابنه قسطنطين «مرسوم ميلانو» الذي سمح بممارسة المسيحية في الإمبراطورية. في العام التالي حضر ثلاثة أساقفة من بريطانيا مؤتمر آرل. كانوا إبوريوس من مدينة إبوراكوم (يورك)؛ ريستيتوتوس من مدينة لوندينيوم (لندن)؛ وأديلفيوس، الذي كان موقعه غير مؤكد. يشير حضور هؤلاء الأساقفة الثلاثة إلى أنه بحلول أوائل القرن الرابع، كان المجتمع البريطاني المسيحي منظمًا على أساس إقليمي، وكان يتمتع بتسلسل هرمي أسقفي مميز. في نحو عام 429، طلب أساقفة بريطانيا المساعدة من زملائهم في بلاد الغال للسيطرة على البيلاجيانية. أُرسل جرمانوس من أوكسير ولوبوس أسقف تروا. خلال فترة إقامة جرمانوس، المسؤول الحكومي السابق، في بريطانيا، ورد أنه قاد البريطانيين الأصليين إلى النصر على المهاجمين البيكتيين والسكسونيين. في عام 396، طُلب من فيكتريسيوس من روان أن يذهب إلى بريطانيا ليحل بعض المسائل العقائدية. في كتابه في مدح القديسين، يصف بريطانيا بأنها مكان وحشي وعدائي غارق في البدعة والوثنية.
كان الأنجلوسكسونيون مزيجًا من قطاع الطرق والمهاجرين والسكان الأصليين المثقفين. حتى قبل انسحاب الرومان، تواجد أشخاص جرمان في بريطانيا وكانوا متمركزين بصفتهم فيوديراتي. استمرت الهجرة مع رحيل الجيش الروماني، حين جُند الأنجلوسكسونيون للدفاع عن بريطانيا، وخلال فترة التمرد الأنجلوسكسوني الأول أيضًا عام 442. استقروا في مجموعات صغيرة شملت حفنة من المجتمعات المحلية المتفرقة، وجلبوا من أوطانهم تقاليد أسلافهم. تظهر مراجع الشعر الأنجلوسكسوني، منها بيوولف، بعض التفاعل بين الممارسات والقيم الوثنية والمسيحية. تتواجد أدلة كافية من غيلداس وأماكن أخرى تشير إلى أنه من الآمن افتراض بقاء شكل مستمر من المسيحية. سيطر الأنجلوسكسونيون على ساسكس وكنت وشرق أنجليا وجزء من يوركشاير، في حين أسس السكسونيون الغربيون مملكة في هامبشاير تحت قيادة سيرديك في حوالي عام 520.

## كنت
في نهاية القرن السادس، كان إثثيلبيرت من كنت أقوى حاكم في إنجلترا، وامتدت أراضيه شمالًا إلى نهر هامبر. تزوج من أميرة الفرنجة، بيرثا من باريس، وهي ابنة شاريبرت الأول وزوجته إنغوبيرغا. كانت هناك روابط تجارية قوية بين كنت والفرنجة. جرى الاتفاق على الزواج بشرط السماح لها بممارسة دينها. أحضرت قسيسها، المدعو ليودهارد، معها إلى إنجلترا. رُممت كنيسة رومانية سابقة لبيرثا خارج مدينة كانتربري. سميت الكنيسة باسم القديس مارتن من تورز، وأصبحت المصلى الخاص بها.

### البعثة الغريغورية
في عام 595، أرسل البابا غريغوري الأول أوغسطين، أسقف دير القديس غريغوري في سانت أندرو في روما، ليرأس البعثة إلى كنت. وصل أوغسطين إلى جزيرة ثانيت عام 597 وأسس قاعدته في بلدة كانتربري الرئيسية. اعتنق إيثيلبيرت المسيحية في وقت ما قبل 601؛ وتبع ذلك تحولات دينية أخرى. في العام التالي، أسس دير القديسين بطرس وبولس. بعد وفاة أوغسطين عام 604، سُمي الدير باسمه وأصبح في النهاية مدرسة تبشيرية.
غلب تأثير إيثيلبيرت على ابن أخيه سيبيرت من إيسكس وبدل دينه أيضًا، كما فعل ريدوولد من شرق أنجليا ذلك أيضًا، على الرغم من أن ريدوولد أبقى على مذبح الآلهة القديمة. في 601 أرسل البابا غريغوري مبشرين إضافيين لمساعدة أوغسطين. كان من بينهم الراهب ميليتوس. كتب غريغوري رسالة إلى ميليتوس نصحه فيها أن ينصّر المعابد المحلية وطلب من أوغسطينوس تنصير الممارسات الوثنية قدر الإمكان، في احتفالات التفاني أو أعياد الشهداء من أجل تسهيل الانتقال إلى المسيحية. في عام 604، عين أوغسطينوس ميليتوس أسقفًا للسكسونيين الشرقيين. بسط سلطته في لندن في كنيسة أسسها إيثيلبيرت على الأرجح، وليس سيبيرت.  كان يوستس أحد مساعدي أوغسطين الذين بنى لهم إيثيلبيرت كنيسة بالقرب من روتشستر في كنت. عند وفاة أوغسطين نحو عام 604، خلفه رئيسًا للأساقفة لورانس من كانتربري، وكان عضوًا في البعثة الأصلية.

## الشمال
بعد رحيل الرومان، استمرت الكنيسة في بريطانيا في العمل بمعزل عن تلك الموجودة في القارة وطوّرت بعض الاختلافات في النهج. يطلق على نسختهم من التقاليد اسم «المسيحية الكلتية» أغلب الأحيان. تميل الكلتية إلى أن تكون أكثر تمحورًا حول الرهبنة من الرومانية، والتي فضلت الإدارة الأبرشية، واختلفت في أسلوب جز الترهب، وتاريخ عيد الفصح. كانت السواحل الجنوبية والشرقية هي المناطق التي تحولت إليها أولًا وبأعداد كبيرة من قبل المستوطنين، وبالتالي كانت أقدم المناطق التي انتقلت من السيطرة الرومانية البريطانية إلى السيطرة الأنجلوسكسونية. واصل رجال الدين البريطانيون نشاطهم في الشمال والغرب. بعد الاجتماع مع أوغسطين في حوالي عام 603، رفض الأساقفة البريطانيون الاعتراف به رئيس أساقفتهم. قال خليفته، المدعو لورانس من كانتربري، إن الأسقف داغان رفض التواجد في نفس المكان مع المبشرين الرومان أو تناول الطعام معهم. لا يوجد ما يشير إلى أن رجال الدين البريطانيين قاموا بأي محاولات لدعوة الأنجلوسكسونيين إليهم.
حين استولى إيثيلفريث من بيرنيسيا على مملكة ديرا المجاورة، هرب إدوين بن إيلا من ديرا إلى المنفى. في حوالي عام 616، في معركة تشيستر، أمر إيثيلفريث قواته بمهاجمة مجموعة من الرهبان من دير بانغور أون دي، «إذا تضرعوا إلى إلههم ضدنا، فقد حاربونا في الحقيقة رغم أنهم لا يحملون السلاح، إذ قاومونا بصلواتهم». بعد فترة وجيزة، قُتل إيثيلفريث في معركة ضد إدوين، وتولى الأخير العرش بدعم من ريدوولد من شرق أنجليا. تزوج إدوين المسيحية إيثيلبور من كنت، ابنة إيثيلبيرث، وشقيقة الملك إيدبالد من كنت. كان شرط زواجهما هو السماح لها بمواصلة ممارسة دينها. حين سافرت إيثيلبور شمالًا إلى بلاط إدوين، رافقها المبشر باولينوس من يورك. اعتنق إدوين المسيحية في النهاية، وتبعه أعضاء بلاطه. حين قُتل إدوين عام 633 في معركة هاتفيلد تشيس، عادت إيثيلبور وأطفالها إلى بلاط شقيقها في كنت، مع باولينوس. بقي جيمس الشماس هناك ليعمل مبشرًا في مملكة ليندسي، لكن بيرنيسيا وديرا عادتا إلى الوثنية.